# Григорий Таронит
Григорий Таронит (англ. Γρηγόριος Ταρωνίτης; X век — 990-е, Салоники) — военачальник Византийской империи во время правления Василия II Болгаробойцы. Основатель рода Таронитов.

## Биография
Происходил из таронской ветви армянской династии Багратуни. Сын Ашота III, князя Тарон. Дата его рождения неизвестна. Сначала получил имя Григор, которое впоследствии сменил на Григорий на византийский манер. У Таронита был сын Ашот и дочь Ирина. В 967 году после смерти отца вместе с братом Багратом II стал князем Григорием II, но в 968 году по требованию императора Никифора II был вынужден передать княжество Византийской империи; так была образована фема Тарон. Взамен получил имения в фемах Харсиан и Армениакон с титулом патрикия; также сохранил земли и влияние в Тароне.
В 976 году вместе с братом поддержал восстание византийского военачальника Варды Склира. После подавления восстания в 979 году потерял все владения в Тароне и был отправлен в фему Халдия. Впоследствии получил титул магистра. Здесь в 988 году во главе отряда наёмников и части войска фемы противостоял Никифору Фоке Баритрахелу, сыну восставшего Варды Фоки. Таронит потерпел поражение от Баритрахела и его союзников-грузин во главе с Давидом III, царём Тао-Кларджети.
В 990 году Таронит был переведён на Балканы, где он участвовал в войне против Болгарского царства. В 991 году Григорий занял крепость Верия. В том же году был назначен дукой Фессалоники. В битве при Фессалониках в 995 или 996 году Григорий Таронит потерпел поражение от болгар и погиб в сражении.